# Gewone fluweelzweefvlieg
De gewone fluweelzweefvlieg (Parhelophilus versicolor) is een vliegensoort uit de familie van de zweefvliegen (Syrphidae). De wetenschappelijke naam van de soort is voor het eerst geldig gepubliceerd in 1794 door Fabricius.